# Грут (Нідерланди)
Грут (нід. Groet) — село в нідерландській провінції Північна Голландія. Входить до муніципалітету Берген.
Його площа становить 3,29 км², а населення станом на 2021 рік складало 1 530 осіб.
До 1834 року мало статус окремого муніципалітету.

## Галерея

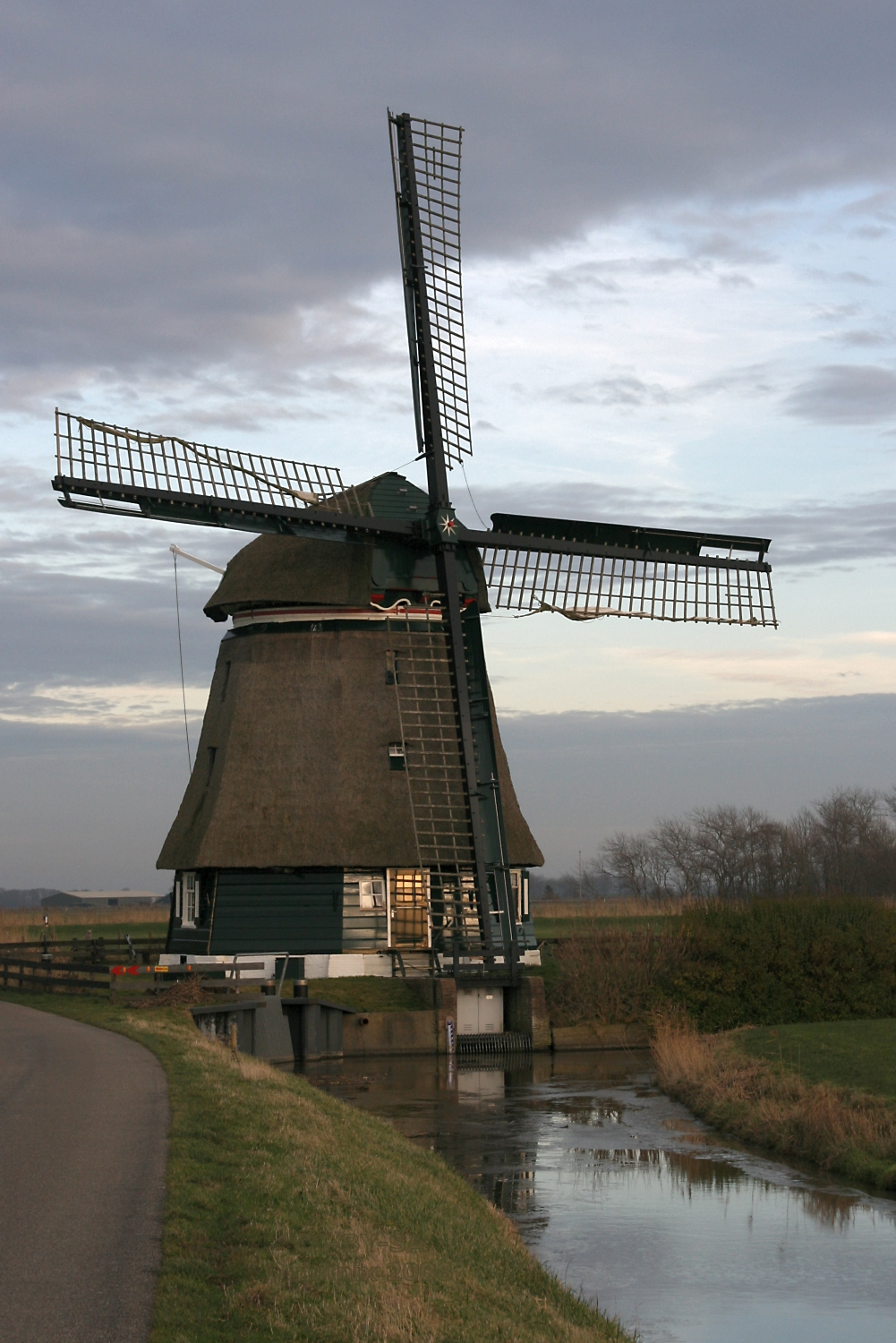
Вітряк Groetermolen
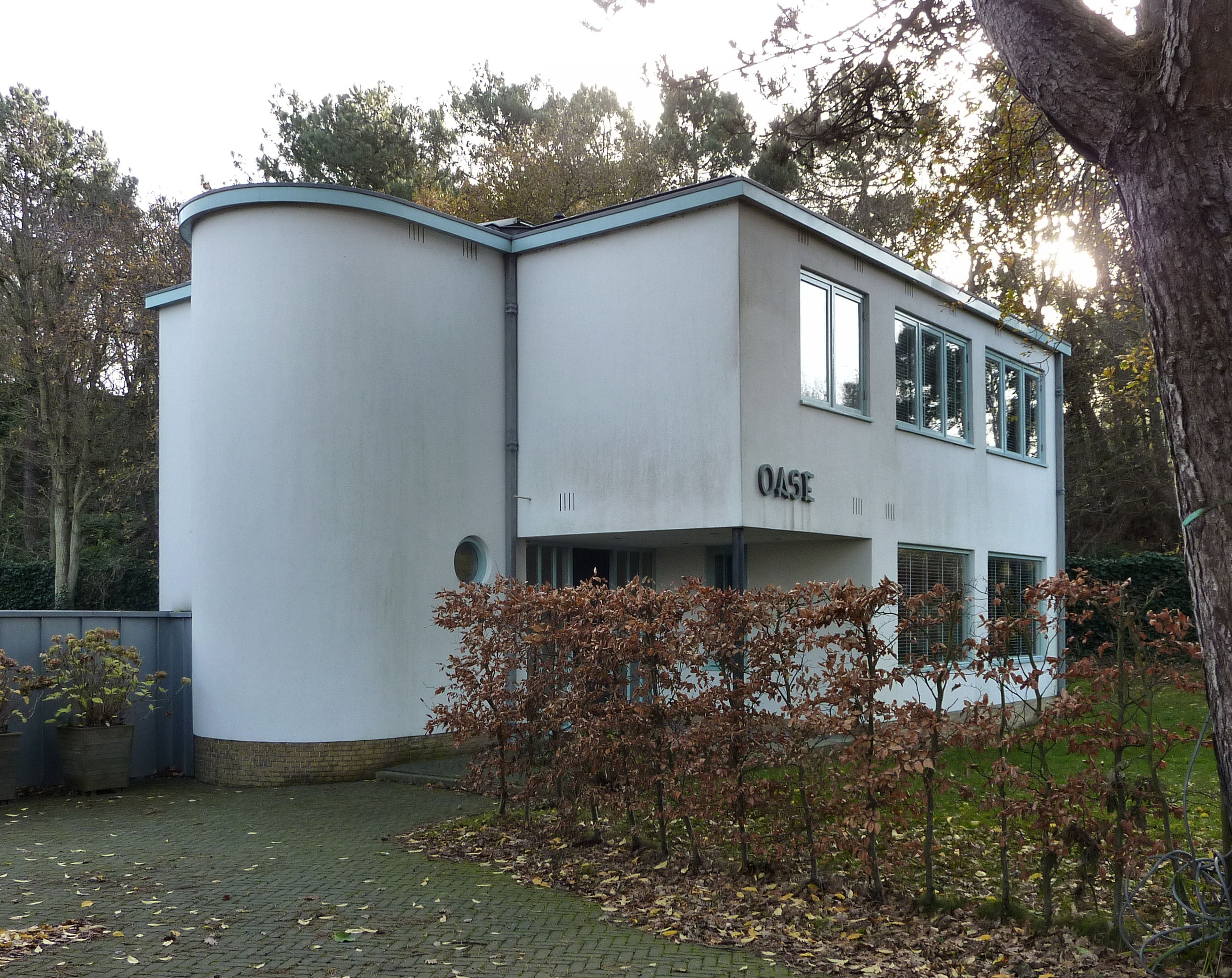
Вілла Oase
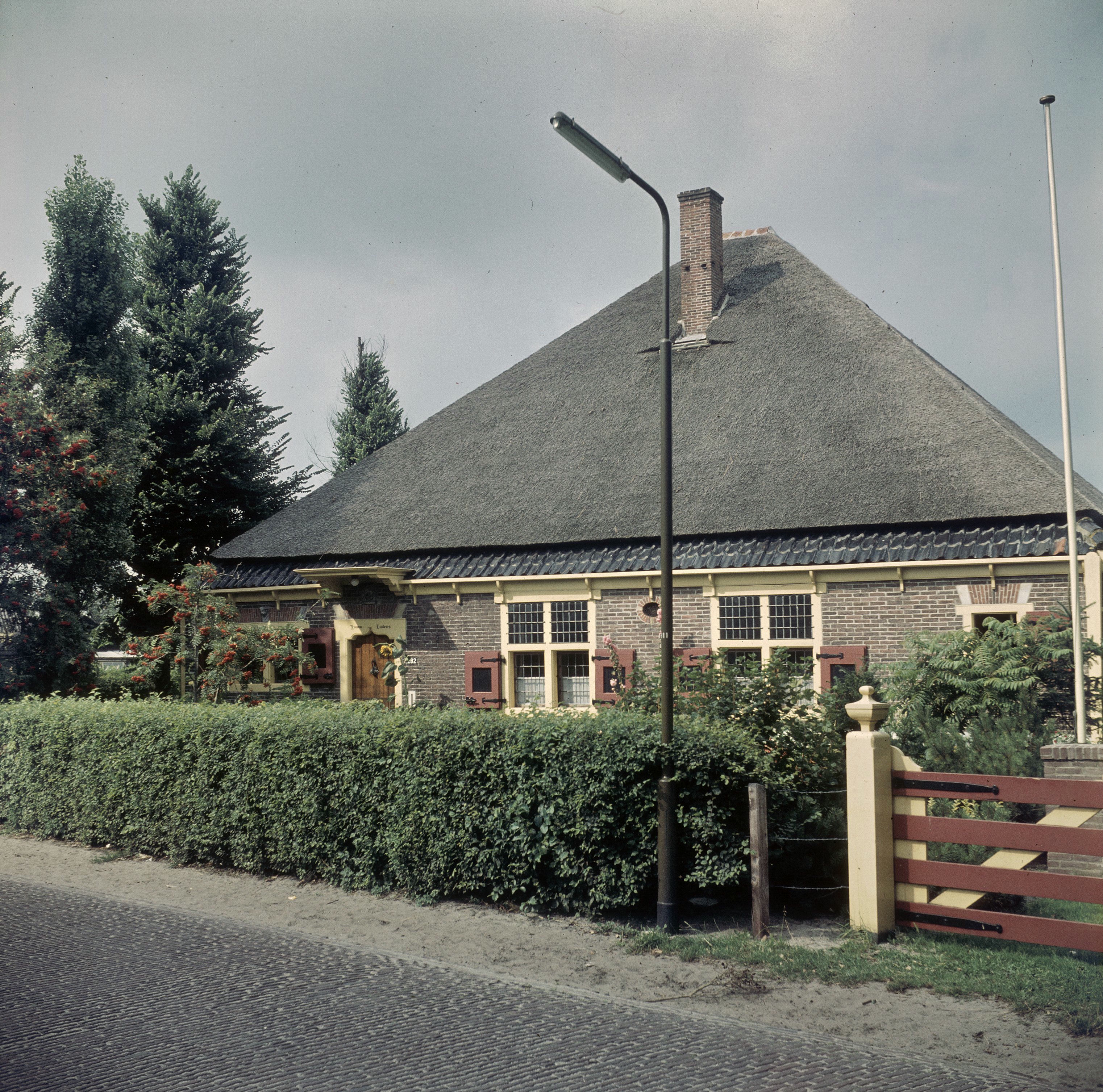
Ферма у селі
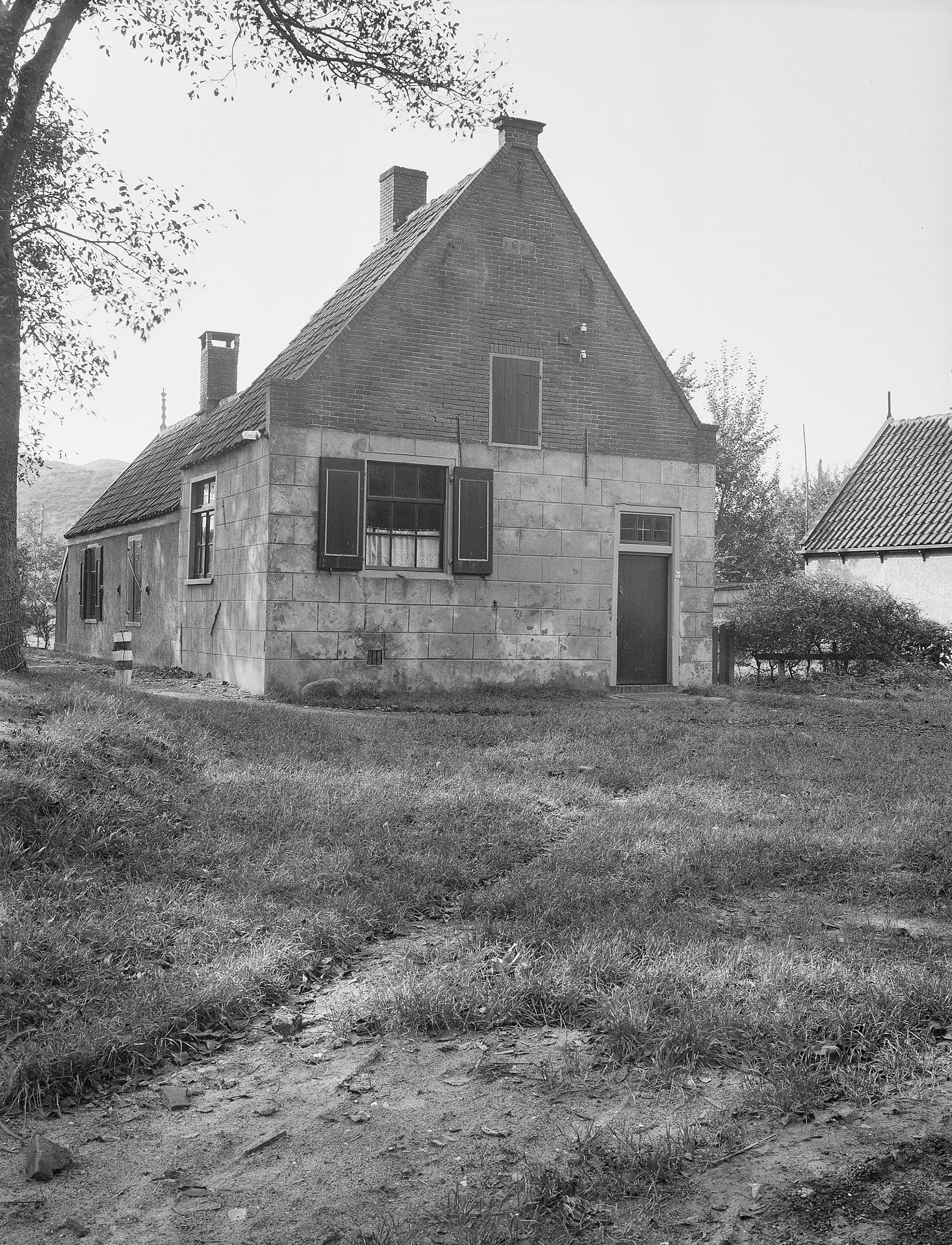
Будівля колишньої мерії